# 奧斯卡港
奧斯卡港（瑞典語：Oskarshamn）是瑞典卡尔马省奥斯卡港市镇的城区，2010年，有人口17,258人。

## 外部連結
- Oskarshamn.info - Webpage with information about Oskarshamn